# Vuelta a España 2006/Etappen
Dieser Artikel fasst die Etappen der Vuelta a España 2006 zusammen.

## 1. Etappe am 26. August in Málaga (7,3km; MZF)
Den Auftakt der 61. Vuelta a España, der in einem 7,3 km langen Mannschaftszeitfahren ausgetragen wurde, entschied das dänische Team CSC zu seinen Gunsten.
Als erste Mannschaft ging um 19:12 Uhr die spanische Équipe Relax-GAM Fuenlabrada, die vom Veranstalter eine Wildcard erhalten hatte, im Estadio La Rosaleda an den Start. Als letztes Team folgte Rabobank, die Mannschaft um den russischen Titelverteidiger Denis Menschow um 20:32 Uhr.
Den Sieg sicherte sich das Team CSC mit einer Zeit von 7:36 min gefolgt von Caisse d'Epargne-Illes Balears um Alejandro Valverde und den (voraussichtlichen) Tour-de-France-Sieger Óscar Pereiro mit sieben Sekunden Rückstand. Auf Platz drei klassierte sich das deutsch-italienische Team Milram mit acht Sekunden Rückstand. Die deutschen ProTeams T-Mobile und Gerolsteiner belegten die Ränge fünf und dreizehn. Enttäuschend beendete Rabobank das Zeitfahren auf dem zwölften Platz. Den 21. und letzten Platz belegte Relax-GAM Fuenlabrada mit 37 Sekunden Rückstand.
Carlos Sastre übernahm, da er das Team CSC als Erster über die Ziellinie führte, das Goldene Trikot zeitgleich vor seinen Teamkollegen Lars Bak und Nicki Sørensen.

### Zwischenstände
1. Zwischenzeitmesspunkt (3,3 km)
| Erster   | Caisse d'Epargne-Illes Balears | 3:33 min   |
| Zweiter  | Team Milram                    | + 0:01 min |
| Dritter  | Discovery Channel              | + 0:01 min |
| Vierter  | Team Astana                    | + 0:02 min |
| Fünfter  | Liquigas-Bianchi               | + 0:02 min |
| Sechster | Saunier Duval-Prodir           | + 0:03 min |
| Siebter  | Team Gerolsteiner              | + 0:03 min |
| Achter   | Team CSC                       | + 0:03 min |
| Neunter  | Quick Step-Innergetic          | + 0:04 min |
| Zehnter  | Euskaltel-Euskadi              | + 0:04 min |

## 2. Etappe am 27. August von Málaga nach Córdoba (176km)
Auf der 2. Etappe diktierte lange Zeit der Spanier Mario de Sárraga vom Team Relax-GAM Fuenlabrada das Geschehen. Er hatte sich nach drei Kilometern zusammen mit David de la Fuente abgesetzt. Dieser fiel aber durch einen Defekt bereits nach weiteren drei Kilometern ins Hauptfeld zurück. So setzte De Sárraga seine Flucht solo fort und fuhr sich einen maximalen Vorsprung von knapp über dreizehn Minuten heraus. Nachdem die Sprinterteams die Verfolgung aufgenommen hatten, verringerte sich der Vorsprung drastisch. Als dieser auf ca. zwei Minuten geschrumpft war, setzten sich Benoît Joachim und Thierry Marichal vom Feld ab und schlossen wenig später zu De Sárraga auf, der bis dahin 140 Kilometer alleine in Führung gelegen hatte. De Sárraga konnte das Tempo seiner zwei neuen Weggefährten jedoch nicht mitgehen und fiel ins Feld zurück. Marichal und Joachim wurden ebenfalls 14 Kilometer vor dem Ziel eingeholt.
Im Zielsprint des Feldes setzte sich Paolo Bettini vor Thor Hushovd und Luca Paolini durch. Hushovd übernahm das Goldene Trikot von Carlos Sastre mit nun zwei Sekunden Vorsprung auf Paolo Bettini, der die Führung in der Punktewertung übernahm. Ausreißer De Sárraga belohnte sich selbst mit der vorübergehenden Führung in der Berg- und Kombinationswertung.

### Zwischensprints
1. Zwischensprint in Monturque (109,2 km)
| Erster  | Mario de Sárraga | 4 P. und 6 s |
| Zweiter | Thor Hushovd     | 2 P. und 4 s |
| Dritter | Magnus Bäckstedt | 1 P. und 2 s |

2. Zwischensprint in Fernán Núñez (138 km)
| Erster  | Mario de Sárraga | 4 P. und 6 s |
| Zweiter | Thor Hushovd     | 2 P. und 4 s |
| Dritter | Magnus Bäckstedt | 1 P. und 2 s |

### Bergwertungen
Alto de Casabermeja, Kategorie 3 (20,5 km)
| Erster  | Mario de Sárraga     | 6 P. |
| Zweiter | Rubén Pérez          | 4 P. |
| Dritter | José Antonio Garrido | 2 P. |
| Vierter | Benoît Joachim       | 1 P. |

Alto de Las Pedrizas, Kategorie 3 (29,5 km)
| Erster  | Mario de Sárraga     | 6 P. |
| Zweiter | Benoît Joachim       | 4 P. |
| Dritter | José Antonio Garrido | 2 P. |
| Vierter | Rubén Pérez          | 1 P. |

## 3. Etappe am 28. August von Córdoba nach Almendralejo (219km)
Nachdem das Feld geschlossen die erste Bergwertung nach sechs Kilometern erreicht hatte, setzte sich auf der Abfahrt das Trio David de la Fuente, Enrico Franzoi und Hervé Duclos-Lassalle ab. Sie bauten ihren Vorsprung schnell auf maximal 7:42 Minuten aus. Dann begannen die Teams der Sprinter die Verfolgung und verkürzten den Abstand. Unterstützt wurden sie dabei auch durch einen Reifendefekt bei Duclos-Lassalle in der Ausreißergruppe. Dieser verlor dadurch kurzzeitig den Anschluss an seine zwei Weggefährten, die aber das Tempo deutlich verringerten und auf ihn warteten. Neunzehn Kilometer vor dem Ziel sprengte der Angriff von de la Fuente die Dreiergruppe. Während Franzoi de la Fuentes Attacke mitgehen konnte, fiel Duclos-Lassalle schnell ins Hauptfeld zurück. Sechs Kilometer vor dem Ziel holte das Hauptfeld auch das noch flüchtige Duo ein.
In einem engen Zielsprint setzte sich Francisco José Ventoso vor Thor Hushovd und Stuart O’Grady durch. Hushovd baute seine Führung im Gesamtklassement leicht aus, ebenso wie Mario de Sárraga in der Bergwertung. Zudem übernahm Hushovd auch die Führung in der Punktewertung, während David de la Fuente das Trikot des Kombinationswertungsführenden überstreifen konnte.

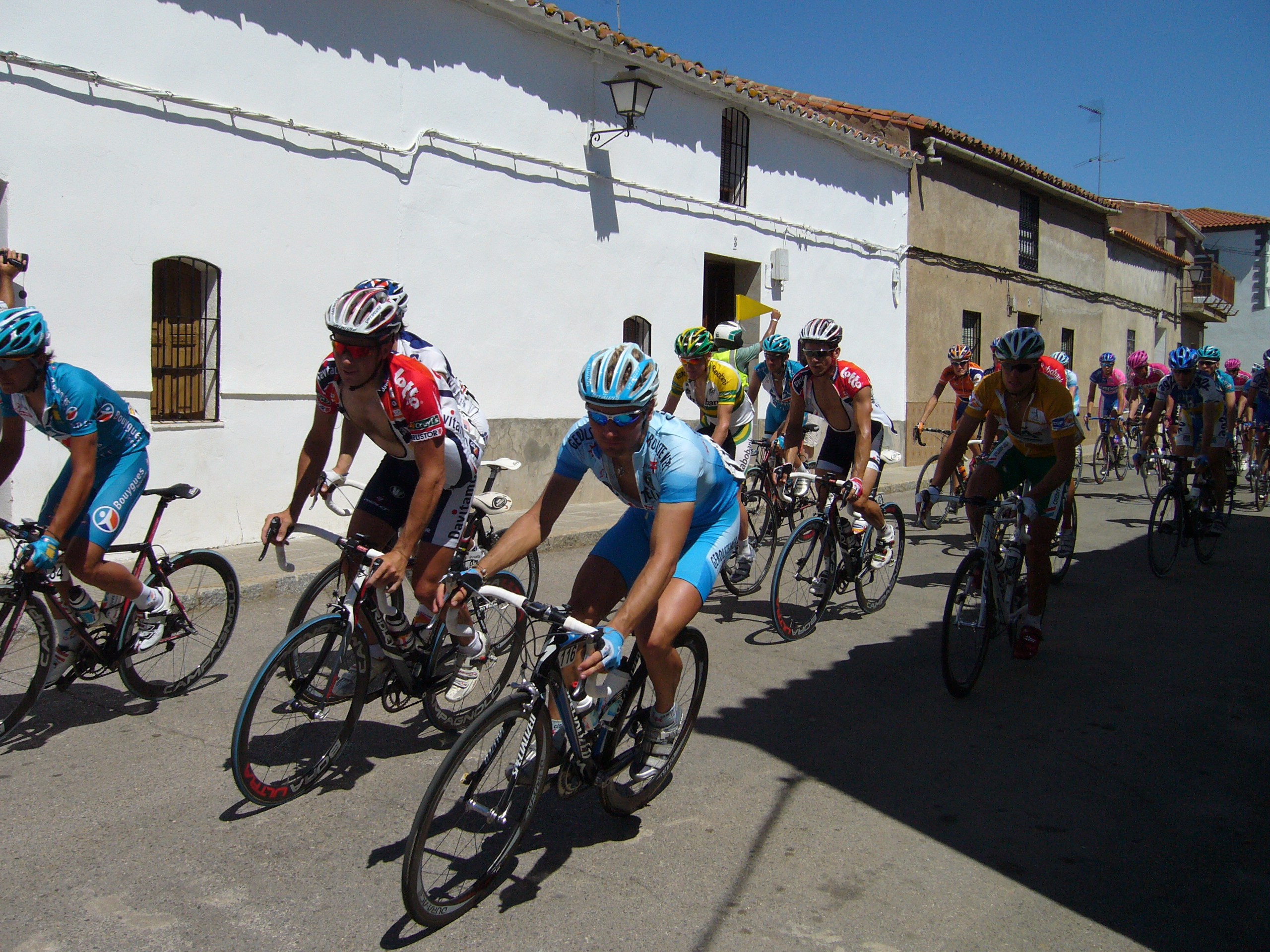
Das Feld auf der Durchfahrt in La Cardenchosa in der Provinz Badajoz

### Zwischensprints
1. Zwischensprint in Peñarroya de Pueblonuevo (80 km)
| Erster  | David de la Fuente    | 4 P. und 6 s |
| Zweiter | Hervé Duclos-Lassalle | 2 P. und 4 s |
| Dritter | Enrico Franzoi        | 1 P. und 2 s |

2. Zwischensprint in Azuaga (128 km)
| Erster  | David de la Fuente    | 4 P. und 6 s |
| Zweiter | Enrico Franzoi        | 2 P. und 4 s |
| Dritter | Hervé Duclos-Lassalle | 1 P. und 2 s |

### Bergwertungen
Alto de Villaviciosa, Kategorie 3 (6 km)
| Erster  | Mario de Sárraga     | 6 P. |
| Zweiter | Jorge García Marín   | 4 P. |
| Dritter | José Antonio Garrido | 2 P. |
| Vierter | Benoît Joachim       | 1 P. |

Puerto del Aire, Kategorie 3 (30 km)
| Erster  | David de la Fuente    | 6 P. |
| Zweiter | Enrico Franzoi        | 4 P. |
| Dritter | Hervé Duclos-Lassalle | 2 P. |
| Vierter | Mads Kaggestad        | 1 P. |

## 4. Etappe am 29. August von Almendralejo nach Cáceres (135km)
Wie bereits an den Vortagen war das Professional Continental Team Relax-GAM Fuenlabrada bereits zu Beginn der kurzen Etappe sehr aktiv. So setzte sich schon nach zwei Kilometern Raúl García de Mateoss ab. Er fuhr sich einen maximal Vorsprung von 6:33 Minuten heraus, ehe das Hauptfeld mit der Nachführarbeit begann und den Vorsprung langsam verringerte. Sechzehn Kilometer vor dem Ziel wurde er vom Hauptfeld gestellt.
Unmittelbar nach dem Zusammenschluss griff Jorge García Marín, ein weiterer Fahrer von Relax-GAM Fuenlabrada, an und setzte sich leicht ab. Doch nach nur sieben Kilometern alleiniger Fahrt holte das Feld auch ihn wieder ein. Es blieb jedoch unruhig im Feld, da immer wieder einzelne oder mehrere Fahrer Attacken starteten.
Im Zielsprint sicherte sich Erik Zabel seinen zweiten Saisonsieg. Auf den weiteren Plätzen folgten Thor Hushovd, der die Führung in der Gesamtwertung wiederum leicht ausbauen konnte, und Jean-Patrick Nazon.

### Zwischensprints
1. Zwischensprint in La Garrovilla (39 km)
| Erster  | Raúl García de Mateoss | 4 P. und 6 s |
| Zweiter | Thor Hushovd           | 2 P. und 4 s |
| Dritter | Stuart O’Grady         | 1 P. und 2 s |

2. Zwischensprint in Puebla de Obando (90 km)
| Erster  | Raúl García de Mateoss | 4 P. und 6 s |
| Zweiter | Thor Hushovd           | 2 P. und 4 s |
| Dritter | Stuart O’Grady         | 1 P. und 2 s |

## 5. Etappe am 30. August von Plasencia nach La Covatilla (Béjar) (178km)
Die erste Bergetappe der diesjährigen Ausgabe begann sehr unruhig und es kam immer wieder zu Ausreißversuchen. Erst nach etwa 42 Kilometern setzte sich eine größere Gruppe ab. Sie setzte sich unter anderem aus Michael Rasmussen, Pietro Caucchioli, Wladimir Gussew, Paolo Bettini und Sérgio Paulinho zusammen. Maximal befanden sich 16 Fahrer in der Gruppe, deren Zusammensetzung sich durch das ansprechende Streckenprofil immer wieder änderte. Die Gruppe fuhr, angeführt von den starken Bergfahrern, geschlossen über die ersten drei Bergpässe und erarbeitete sich einen maximalen Vorsprung von 4:28 Minuten.
Auf der Abfahrt vom Alto de Lagunilla setzte sich Íñigo Landaluze aus der Spitzengruppe ab. Sein Fluchtversuch endete aber wenige Kilometer vor dem Fuße des Schlussanstiegs nach La Covatilla, den die Führungsgruppe mit noch etwa einer Minute Vorsprung auf das Feld der Favoriten in Angriff nahm. Im Hauptfeld übernahmen die Teams Caisse d'Epargne-Illes Balears um Alejandro Valverde und CSC um Carlos Sastre die Führungsarbeit und verringerten den Rückstand. Unterdessen attackierte Paulinho in der Spitzengruppe, die dadurch komplett auseinanderfiel. Wenig später schloss jedoch David Arroyo zu ihm auf.
Erstes Opfer des Ausscheidungsfahrens in der Favoritengruppe war überraschenderweise Titelverteidiger Denis Menschow, der den Anschluss sieben Kilometer vor dem Ziel verlor. Nach einer Tempoverschärfung von Valverde wurde das Ausreißerduo, welches zwischenzeitlich von José Ángel Gómez Marchante Unterstützung erhalten hatte, eingeholt. Gómez Marchante verblieb kurzzeitig allein an der Spitze des Rennens, ehe er nach einer Attacke von Danilo Di Luca ebenfalls eingeholt wurde und hinter Di Luca und Janez Brajkovič zurückfiel. Auch Andrei Kaschetschkin schaffte es noch Gómez Marchante auf dem letzten Kilometer zu passieren und zum Führungsduo aufzuschließen. Im Schlussspurt siegte Di Luca vor Brajkovič und Kaschetschkin.
Di Luca übernahm durch seinen Sieg die Führung sowohl in der Gesamtwertung als auch in der Berg- und Kombinationswertung.

### Aufgaben
- 138 Charles Wegelius – während der Etappe, Sturzverletzungen
- 151 Miguel Ángel Martín Perdiguero – während der Etappe
- 196 André Korff – vor dem Start der Etappe, gesundheitliche Probleme

### Disqualifikationen
- 82 Robbie McEwen – nach der Etappe, Überschreitung des Zeitlimits
- 108 Christophe Detilloux – nach der Etappe, Überschreitung des Zeitlimits
- 109 Freddy Bichot – nach der Etappe, Überschreitung des Zeitlimits

### Zwischensprints
1. Zwischensprint in Jaraiz de la Vera (31 km)
| Erster  | Daniel Becke   | 4 P. und 6 s |
| Zweiter | László Bodrogi | 2 P. und 4 s |
| Dritter | Ángel Gómez    | 1 P. und 2 s |

2. Zwischensprint in Cabezuela del Valle (79,8 km)
| Erster  | Joaquim Rodríguez | 4 P. und 6 s |
| Zweiter | Xavier Florencio  | 2 P. und 4 s |
| Dritter | Eric Leblacher    | 1 P. und 2 s |

### Bergwertungen
Puerto del Piornal, Kategorie 1 (52,7 km)
| Erster   | Ángel Vallejo     | 16 P. |
| Zweiter  | Xavier Florencio  | 12 P. |
| Dritter  | Benoît Joachim    | 10 P. |
| Vierter  | José Miguel Elías | 8 P.  |
| Fünfter  | Pietro Caucchioli | 6 P.  |
| Sechster | Sérgio Paulinho   | 4 P.  |
| Siebter  | Michael Rasmussen | 3 P.  |
| Achter   | Joaquim Rodríguez | 2 P.  |
| Neunter  | Íñigo Landaluze   | 1 P.  |

Puerto de Honduras, Kategorie 1 (100,5 km)
| Erster   | Wladimir Gussew   | 16 P. |
| Zweiter  | Pietro Caucchioli | 12 P. |
| Dritter  | Benoît Joachim    | 10 P. |
| Vierter  | José Miguel Elías | 8 P.  |
| Fünfter  | Sérgio Paulinho   | 6 P.  |
| Sechster | David Arroyo      | 4 P.  |
| Siebter  | Michael Rasmussen | 3 P.  |
| Achter   | Torsten Hiekmann  | 2 P.  |
| Neunter  | José Luis Arrieta | 1 P.  |

Alto de Lagunilla, Kategorie 2 (136 km)
| Erster   | José Miguel Elías | 10 P. |
| Zweiter  | Pietro Caucchioli | 7 P.  |
| Dritter  | Sérgio Paulinho   | 5 P.  |
| Vierter  | Wladimir Gussew   | 3 P.  |
| Fünfter  | David Arroyo      | 2 P.  |
| Sechster | Michael Rasmussen | 1 P.  |

La Covatilla, Kategorie Especial (178 km)
| Erster   | Danilo Di Luca             | 30 P. |
| Zweiter  | Janez Brajkovič            | 25 P. |
| Dritter  | Andrei Kaschetschkin       | 20 P. |
| Vierter  | José Ángel Gómez Marchante | 16 P. |
| Fünfter  | Carlos Sastre              | 12 P. |
| Sechster | Alejandro Valverde         | 10 P. |
| Siebter  | Ruggero Marzoli            | 8 P.  |
| Achter   | Samuel Sánchez             | 6 P.  |
| Neunter  | Manuel Beltrán             | 4 P.  |
| Zehnter  | Bernhard Kohl              | 3 P.  |
| Elfter   | Tom Danielson              | 2 P.  |
| Zwölfter | Leonardo Piepoli           | 1 P.  |

## 6. Etappe am 31. August von Zamora nach León (177km)
Auf der flachen Etappe setzte sich nach zehn Kilometern Mathieu Claude vom Team Bouygues Télécom ab, der seinen Vorsprung rasch auf maximal elf Minuten ausbaute. Da der Vorsprung jedoch genauso schnell schmolz wie er angewachsen war, endete seine Soloflucht nach 145 Kilometern alleiniger Fahrt wenige Meter vor dem zweiten Zwischensprint des Tages.
Nach dem Zusammenschluss des Feldes versuchten sich Olivier Kaisen und Enrico Franzoi vom Feld abzusetzen. Doch auch sie wurden sechs Kilometer vor dem Ziel wieder eingeholt, was eine weitere Attacke einer Dreiergruppe zur Folge hatte, die jedoch ebenfalls erfolglos blieb. Im Massensprint des Feldes sicherte sich Thor Hushovd, nach drei zweiten Plätzen, den ersten Sieg vor den beiden Deutschen André Greipel und Erik Zabel. Alessandro Petacchi erzielte mit dem vierten Platz die erste gute Platzierung seit seinem verletzungsbedingten Ausfall beim Giro d’Italia 2006.

### Aufgaben
- 145 Wolodymyr Djudja – während der Etappe

### Zwischensprints
1. Zwischensprint in Villarín de Campos (34 km)
| Erster  | Mathieu Claude         | 4 P. und 6 s |
| Zweiter | Francisco José Ventoso | 2 P. und 4 s |
| Dritter | Thor Hushovd           | 1 P. und 2 s |

2. Zwischensprint in Mansilla de las Mulas (156,5 km)
| Erster  | Francisco José Ventoso | 4 P. und 6 s |
| Zweiter | Luis León Sánchez Gil  | 2 P. und 4 s |
| Dritter | David Millar           | 1 P. und 2 s |

## 7. Etappe am 1. September von León auf den Alto de El Morredero (Ponferrada) (154,2km)
Auf dem hügeligen Tagesabschnitt mit einem 18 Kilometer langen Schlussanstieg setzten sich nach 24 Kilometern David Loosli, Staf Scheirlinckx und László Bodrogi ab. Sie fuhren sich maximal 12:33 Minuten auf das Hauptfeld heraus.
Im Schlussanstieg, den das Trio mit noch etwa fünf Minuten Vorsprung in Angriff nahmen, fiel dieses dann auseinander, wobei sich Loosli als Stärkster am Berg erwies. Im Hauptfeld zeigte Denis Menschow als Erster der Favoriten eine Schwäche und fiel aus der Gruppe heraus. Nach einer Attacke von Luis Pérez zerfiel das Hauptfeld. Hinter ihm formierte sich eine Gruppe um Bernhard Kohl, Sylwester Szmyd, Manuel Beltrán, Stijn Devolder, Joaquim Rodríguez, Ryder Hesjedal, Sérgio Paulinho und Alexander Winokurow, während sich die Favoriten auf den Gesamtsieg in einer großen Gruppe dahinter belauerten. Während die Gruppe um Winokurow zu Pérez aufschloss, fiel Paulinho aus selbiger zurück. Die Neunergruppe wurde jedoch auch wenig später von der Gruppe der Favoriten eingeholt, in der der Gesamtführende Danilo Di Luca Schwächen zeigte. Daraufhin erhöhte Alejandro Valverde kurz das Tempo, was die Gruppe wiederum für kurze Zeit leicht verkleinerte. Nach einer Attacke von Iban Mayo drei Kilometer vor dem Ziel wurde es wieder unruhig in der Gruppe und Looslis Vorsprung verkleinerte sich dramatisch. Janez Brajkovič und Alexander Winokurow waren die ersten beiden, die Loosli zwei Kilometer vor dem Ziel passierten. Knapp dahinter folgte eine neunköpfige Gruppe um Valverde, die einen Kilometer vor dem Ziel das Leader-Duo wieder einholte. Daraufhin attackierte Winokurow ein weiteres Mal und als es 200 Meter vor dem Ziel so schien, als wäre ihm der Sieg nicht mehr zu nehmen, griff Valverde in der dahinterliegenden Gruppe noch einmal an. Am Ende übersprintete er Winokurow, der sich die letzten Meter ins Ziel schleppte und die Etappe nur als Sechster beendete. Zweiter wurde Carlos Sastre vier Sekunden zurück vor José Ángel Gómez Marchante mit weiteren zwei Sekunden Rückstand.
Danilo Di Luca erreichte das Ziel mit 1:58 Minuten Rückstand und verlor das Goldene Trikot an Janez Brajkovič. Dieser übernahm auch die Führung in der Berg- und Kombinationswertung.

### Aufgaben
- 159 Steve Zampieri – während der Etappe

### Zwischensprints
1. Zwischensprint in Toreno (101 km)
| Erster  | David Loosli      | 4 P. und 6 s |
| Zweiter | László Bodrogi    | 2 P. und 4 s |
| Dritter | Staf Scheirlinckx | 1 P. und 2 s |

2. Zwischensprint in Ponferrada (124,7 km)
| Erster  | László Bodrogi    | 4 P. und 6 s |
| Zweiter | Staf Scheirlinckx | 2 P. und 4 s |
| Dritter | David Loosli      | 1 P. und 2 s |

### Bergwertungen
Alto de El Morredero (Ponferrada), Kategorie 1 (154,2 km)
| Erster   | Alejandro Valverde         | 16 P. |
| Zweiter  | Carlos Sastre              | 12 P. |
| Dritter  | José Ángel Gómez Marchante | 10 P. |
| Vierter  | Janez Brajkovič            | 8 P.  |
| Fünfter  | Manuel Beltrán             | 6 P.  |
| Sechster | Alexander Winokurow        | 4 P.  |
| Siebter  | Luis Pérez                 | 3 P.  |
| Achter   | Andrei Kaschetschkin       | 2 P.  |
| Neunter  | Stijn Devolder             | 1 P.  |

## 8. Etappe am 2. September von Ponferrada nach Lugo (181,6km)
Der achte Tagesabschnitt begann recht unruhig mit mehreren Ausreißversuchen. Erst nach 68 Kilometern konnte sich Kevin Van Impe entscheidend absetzen. Er fuhr sich trotz hoher Geschwindigkeit im Peloton einen maximalen Vorsprung von etwa 5:40 Minuten heraus. Nach etwa 100 Kilometern alleiniger Flucht wurde er 13 Kilometer vor dem Ziel wieder eingeholt.
Danach kam es zu einer Attacke von Óscar Pereiro und René Haselbacher. Sie wurden jedoch fünf Kilometer vor dem Ziel eingeholt.
Auf der mit vier Prozent Steigung versehenen Zielgeraden glich dann die Situation jener vom Vortag. Mit Luca Paolini hatte sich ein schneller Mann von der noch übrig gebliebenen, circa 65 Fahrer umfassenden, Gruppe gelöst. Er wurde jedoch vom Pechvogel der vorangegangenen Etappe, Alexander Winokurow, noch abgefangen, der sich 300 Meter vor dem Ziel aus dieser Gruppe gelöst hatte. Am Ende rettete er eine Sekunde vor Ruggero Marzoli und Uroš Murn ins Ziel.

### Aufgaben
- 88 Josep Jufré – während der Etappe, tiefe Schnittwunde am Arm nach Sturz
- 125 Marco Marzano – während der Etappe

### Zwischensprints
1. Zwischensprint in El Barco de Valdeorras (43 km)
| Erster  | Sébastien Minard | 4 P. und 6 s |
| Zweiter | Olivier Kaisen   | 2 P. und 4 s |
| Dritter | Thor Hushovd     | 1 P. und 2 s |

2. Zwischensprint in Quiroga (80 km)
| Erster  | Kevin Van Impe   | 4 P. und 6 s |
| Zweiter | Thor Hushovd     | 2 P. und 4 s |
| Dritter | Enrico Poitschke | 1 P. und 2 s |

### Bergwertungen
Alto de Ares, Kategorie 3 (88 km)
| Erster  | Kevin Van Impe         | 6 P. |
| Zweiter | Pietro Caucchioli      | 4 P. |
| Dritter | José Miguel Elías      | 2 P. |
| Vierter | Raúl García de Mateoss | 1 P. |

## 9. Etappe am 3. September von A Fonsagrada auf den Alto de La Cobertoria (207,4km)
Auf der Königsetappe versuchten größere Gruppen bereits zu Beginn, sich vom Peloton abzusetzen. Eine 19-köpfige namhafte Gruppe, die nach vier Kilometern ausgerissen war, wurde nach 23 Kilometern wieder gestellt.
Nach 27 Kilometern konnte sich dann eine elfköpfige Gruppe lösen, in der sich auch Pietro Caucchioli und David Arroyo wiederfanden. Wenig später schloss ein weiteres Quartett zu den elf Führenden auf, so dass die Gruppe auf 15 Fahrer anwuchs. Nachdem sie gemeinsam die Passhöhe des Puerto de Rañadoiro erreicht hatten, löste sich Dario Cioni aus der Spitzengruppe und versuchte, die Flucht alleine fortzusetzen. Mit Cionis Flucht war es aber bereits am Fuß des Puerto del Cerredo vorbei. In der Folge veränderte sich die Anzahl der Fahrer in der Gruppe ständig, der Vorsprung blieb jedoch bei konstanten fast vier Minuten.
Im Anstieg zum Alto de San Lorenzo zerfiel die Gruppe dann endgültig und der Vorsprung schmolz rapide. Nur David Arroyo, Egoi Martínez und Igor Antón erreichten mit 46 Sekunden Vorsprung auf das noch etwa 20 Mann umfassende Feld, aus dem Iban Mayo bereits zurückgefallen war, zusammen die Passhöhe. Mit leichtem Rückstand folgte noch José Miguel Elías.
Zu Beginn des Schlussanstiegs belauerten sich die Favoriten, während das Team Caisse d'Epargne-Illes Balears das Feld kontrollierte. Am Fuße des Anstiegs wagte Olympiasieger Paolo Bettini einen Angriff. Er wurde jedoch bald von Sylwester Szmyd eingeholt. Dann starteten Alexander Winokurow und Andrei Kaschetschkin vom Team Astana eine Gemeinschaftsattacke. Sie fuhren schnell einen Vorsprung von 30 Sekunden heraus. In der Gruppe dahinter attackierte Carlos Sastre, was den Gesamtführenden Janez Brajkovič in Bedrängnis brachte und er dem Tempo nicht mehr folgen konnte. Am Hinterrad von Sastre folgten Alejandro Valverde, José Ángel Gómez Marchante und Danilo Di Luca. Nach einer weiteren Tempoverschärfung Sastres fielen Gomez Marchante und auch Di Luca zurück, während Valverde die Aktion einen Kilometer später konterte und sich allein auf die Verfolgung des Führungsduos machte. Dort erhöhte Winokurow das Tempo und sicherte sich seinen zweiten Tagessieg. Valverde sicherte sich, da er Kaschetschkin auf dem vorletzten Kilometer noch passierte, den zweiten Platz mit 16 Sekunden Rückstand. Als Dritter folgte Kaschetschkin 21 Sekunden zurück.
Alejandro Valverde sicherte sich durch seinen zweiten Platz das Goldene Trikot des Gesamtführenden und übernahm auch die Führung in der Kombinationswertung. Pietro Caucchioli konnte sich am Ende des Tages das Trikot des besten Bergfahrers überstreifen.

### Aufgaben
- 32 Mathieu Claude – während der Etappe
- 85 Wim De Vocht – während der Etappe
- 96 Iñaki Isasi – während der Etappe
- 155 Nicolas Jalabert – während der Etappe
- 185 Juan José Cobo – während der Etappe
- 194 André Greipel – während der Etappe
- 195 Bernhard Kohl – während der Etappe, starke Prellungen nach Sturz
- 199 Thomas Ziegler – während der Etappe

### Zwischensprints
1. Zwischensprint in San Antolín (29 km)
| Erster  | Dario Cioni   | 4 P. und 6 s |
| Zweiter | Xabier Zandio | 2 P. und 4 s |
| Dritter | Igor Antón    | 1 P. und 2 s |

2. Zwischensprint in San Martín de Teverga (177,8 km)
| Erster  | David Arroyo  | 4 P. und 6 s |
| Zweiter | Egoi Martínez | 2 P. und 4 s |
| Dritter | Igor Antón    | 1 P. und 2 s |

### Bergwertungen
Alto de Miñide, Kategorie 3 (6,5 km)
| Erster  | Pietro Caucchioli | 6 P. |
| Zweiter | Íñigo Landaluze   | 4 P. |
| Dritter | Egoi Martínez     | 2 P. |
| Vierter | Igor Antón        | 1 P. |

Puerto de Connio, Kategorie 1 (50 km)
| Erster   | Pietro Caucchioli | 16 P. |
| Zweiter  | José Miguel Elías | 12 P. |
| Dritter  | Ángel Vallejo     | 10 P. |
| Vierter  | David Arroyo      | 8 P.  |
| Fünfter  | Pieter Weening    | 6 P.  |
| Sechster | Mauricio Ardila   | 4 P.  |
| Siebter  | Igor Antón        | 3 P.  |
| Achter   | Dario Cioni       | 2 P.  |
| Neunter  | Lars Bak          | 1 P.  |

Puerto de Rañadoiro, Kategorie 1 (75,3 km)
| Erster   | Pietro Caucchioli | 16 P. |
| Zweiter  | José Miguel Elías | 12 P. |
| Dritter  | Ángel Vallejo     | 10 P. |
| Vierter  | Pieter Weening    | 8 P.  |
| Fünfter  | Dario Cioni       | 6 P.  |
| Sechster | David Arroyo      | 4 P.  |
| Siebter  | Mauricio Ardila   | 3 P.  |
| Achter   | Igor Antón        | 2 P.  |
| Neunter  | Lars Bak          | 1 P.  |

Puerto del Cerredo, Kategorie 3 (102 km)
| Erster  | Pietro Caucchioli | 6 P. |
| Zweiter | David Arroyo      | 4 P. |
| Dritter | José Miguel Elías | 2 P. |
| Vierter | Igor Antón        | 1 P. |

Alto de San Lorenzo, Kategorie Especial (166,6 km)
| Erster   | David Arroyo       | 30 P. |
| Zweiter  | Egoi Martínez      | 25 P. |
| Dritter  | Igor Antón         | 20 P. |
| Vierter  | José Miguel Elías  | 16 P. |
| Fünfter  | Luis Pérez         | 12 P. |
| Sechster | Carlos Sastre      | 10 P. |
| Siebter  | Stijn Devolder     | 8 P.  |
| Achter   | Danilo Di Luca     | 6 P.  |
| Neunter  | Alejandro Valverde | 4 P.  |
| Zehnter  | Ryder Hesjedal     | 3 P.  |
| Elfter   | Manuel Beltrán     | 2 P.  |
| Zwölfter | Tom Danielson      | 1 P.  |

Alto de La Cobertoria, Kategorie 1 (207,4 km)
| Erster   | Alexander Winokurow        | 16 P. |
| Zweiter  | Alejandro Valverde         | 12 P. |
| Dritter  | Andrei Kaschetschkin       | 10 P. |
| Vierter  | Carlos Sastre              | 8 P.  |
| Fünfter  | José Ángel Gómez Marchante | 6 P.  |
| Sechster | Danilo Di Luca             | 4 P.  |
| Siebter  | Manuel Beltrán             | 3 P.  |
| Achter   | Leonardo Piepoli           | 2 P.  |
| Neunter  | Samuel Sánchez             | 1 P.  |

## 10. Etappe am 5. September von Avilés zum Museo de Altamira in Santillana del Mar (199,3km)
Nach dem Ruhetag begannen direkt nach dem Start einzelne Fahrer zu attackieren. Nachdem mehrere Versuche erfolglos endeten, formte sich nach etwa 40 Kilometern eine 24 Fahrer umfassende namhafte Spitzengruppe, die sich wenig später auf 15 Fahrer verkleinerte. In ihr befanden sich unter anderem Iban Mayo, Wladimir Gussew, Michael Rasmussen, Davide Rebellin, Wladimir Karpez, David Millar, Sérgio Paulinho, Francisco José Ventoso und Xavier Florencio. Sie fuhren sich einen maximalen Vorsprung von 9:07 Minuten heraus, so dass Karpets zwischenzeitlich virtuell im Goldenen Trikot fuhr. Nachdem das Team CSC um den im Gesamtklassement drittplatzierten Carlos Sastre die Tempoarbeit im Hauptfeld übernahm, verringerte sich der Vorsprung.
An der einzigen Bergwertung des Tages, die sich etwa zwölf Kilometer vor dem Ziel befand, attackierte der bisher enttäuschende Iban Mayo, jedoch erfolglos. Wenig später versuchte Sébastien Joly das Belauern der starken Bergfahrer auszunutzen. Er konnte sich aber auch nicht entscheidend absetzen. Nach einer weiteren Attacke von Jewgeni Petrow kurz vor der Bergwertung fiel die Gruppe auseinander. Die zurückgefallenen Fahrer fanden auf der Abfahrt aber wieder Anschluss, während das Feld die Bergwertung mit 3:30 Minuten Rückstand erreichte.
Vier Kilometer vor dem Ziel attackierte Dario Cioni erfolglos, was jedoch zur Folge hatte, dass auch andere Fahrer versuchten sich zu lösen. Den entscheidenden Angriff setzte Sérgio Paulinho einen Kilometer vor dem Ziel und sicherte sich nach der Silbermedaille bei den Olympischen Spielen 2004 seinen ersten Erfolg bei den Profis. Auf den weiteren Plätzen folgten zwei Sekunden zurück Davide Rebellin und Xavier Florencio. Das Hauptfeld erreichte das Ziel mit einem Rückstand von 3:54 Minuten.

### Aufgaben
- 37 Rony Martias – während der Etappe
- 43 Anthony Charteau – während der Etappe
- 119 Marcel Strauss – vor dem Start der Etappe, Fieber und Magenbeschwerden

### Zwischensprints
1. Zwischensprint in Llanes (120,4 km)
| Erster  | Francisco José Ventoso | 4 P. und 6 s |
| Zweiter | Sébastien Joly         | 2 P. und 4 s |
| Dritter | Dario Cioni            | 1 P. und 2 s |

2. Zwischensprint in Cobreces (179 km)
| Erster  | Francisco José Ventoso | 4 P. und 6 s |
| Zweiter | David Millar           | 2 P. und 4 s |
| Dritter | Jewgeni Petrow         | 1 P. und 2 s |

### Bergwertungen
Alto del Mirador de Cildad, Kategorie 3 (187,7 km)
| Erster  | Davide Rebellin | 6 P. |
| Zweiter | Wladimir Karpez | 4 P. |
| Dritter | Jewgeni Petrow  | 2 P. |
| Vierter | Sérgio Paulinho | 1 P. |

## 11. Etappe am 6. September von Torrelavega (Velodrom Óscar Freire) nach Burgos (173,6km)
Bereits zu Beginn des welligen Teilstücks, zu dem Vorjahressieger Denis Menschow nicht mehr antrat, versuchten sich wieder früh einige Fahrer vom Feld zu lösen. Nach 27 Kilometern konnten sich dann 13 Fahrer, unter ihnen Thor Hushovd, Dario Cioni und Egoi Martínez, einen entscheidenden Vorsprung herausfahren. Als die Gruppe einen Vorsprung von etwa einer Minute auf das Feld hatte, versuchte David Cañada aus selbigem zu den Führenden aufzuschließen. Zwar konnte auch er sich vom Hauptfeld lösen, doch auf die Spitzengruppe verlor er weiter Zeit. So brach er den Versuch nach 52 Kilometern alleiniger Fahrt ab und wartete auf das Hauptfeld.
Unterdessen hatte sich Martínez am Fuße des Alto del Escudo von seinen zwölf Konkurrenten gelöst und die Fahrt alleine fortgesetzt. Während das Feld bummelte und den Vorsprung weiter ansteigen ließ, ließ die Verfolgergruppe Martínez bis auf etwa drei Minuten wegziehen. Als Íñigo Landaluze und Wolodymyr Hustow auf dem flacheren Teil der Etappe zusammen die Verfolgung von Martínez aufnahmen, der inzwischen nur noch etwa eine Minute Vorsprung hatte, wartete dieser und sie setzten die Flucht zu dritt fort. Dabei bauten sie den Vorsprung auf die Verfolger wieder aus, die sich uneinig waren, jedoch vom Hauptfeld nicht mehr gefährdet werden konnten.
Etwa zehn Kilometer vor dem Ziel attackierte Martínez erneut und konnte sich wiederum von seinen Mitstreitern absetzen. Am Ende siegte er mit 55 Sekunden vor Landaluze und Hustow. Aus der Verfolgergruppe heraus, die mit 3:35 Minuten Rückstand ins Ziel kam, überquerte Thor Hushovd die Ziellinie als Erster. Das Hauptfeld erreichte das Ziel mit 15:04 Minuten Rückstand.

### Aufgaben
- 1 Denis Menschow – vor dem Start der Etappe, physische und mentale Erschöpfung
- 36 Christophe Kern – während der Etappe
- 38 Jérôme Pineau – während der Etappe
- 67 Hervé Duclos-Lassalle – während der Etappe
- 208 Luis León Sánchez Gil – während der Etappe

### Zwischensprints
1. Zwischensprint in Villacarriedo (28,3 km)
| Erster  | Thor Hushovd     | 4 P. und 6 s |
| Zweiter | Aljaksandr Ussau | 2 P. und 4 s |
| Dritter | Scott Davis      | 1 P. und 2 s |

2. Zwischensprint in Vega de Pas (46 km)
| Erster  | Thor Hushovd    | 4 P. und 6 s |
| Zweiter | Dario Cioni     | 2 P. und 4 s |
| Dritter | Sergei Jakowlew | 1 P. und 2 s |

### Bergwertungen
Puerto de la Braguía, Kategorie 1 (39 km)
| Erster   | Thor Hushovd      | 16 P. |
| Zweiter  | Aljaksandr Ussau  | 12 P. |
| Dritter  | Egoi Martínez     | 10 P. |
| Vierter  | Dario Cioni       | 8 P.  |
| Fünfter  | Eric Leblacher    | 6 P.  |
| Sechster | Íñigo Landaluze   | 4 P.  |
| Siebter  | Scott Davis       | 3 P.  |
| Achter   | Sergei Jakowlew   | 2 P.  |
| Neunter  | Joaquim Rodríguez | 1 P.  |

Puerto del Escudo, Kategorie 1 (72,5 km)
| Erster   | Egoi Martínez    | 16 P. |
| Zweiter  | David Loosli     | 12 P. |
| Dritter  | Aljaksandr Ussau | 10 P. |
| Vierter  | Dario Cioni      | 8 P.  |
| Fünfter  | Eric Leblacher   | 6 P.  |
| Sechster | Wolodymyr Hustow | 4 P.  |
| Siebter  | Sergei Jakowlew  | 3 P.  |
| Achter   | Andrea Moletta   | 2 P.  |
| Neunter  | Íñigo Landaluze  | 1 P.  |

Puerto de Carrales, Kategorie 3 (86,7 km)
| Erster  | Egoi Martínez    | 6 P. |
| Zweiter | Dario Cioni      | 4 P. |
| Dritter | Eric Leblacher   | 2 P. |
| Vierter | Aljaksandr Ussau | 1 P. |

## 12. Etappe am 7. September von Aranda de Duero nach Guadalajara (169,3km)
Auf der leicht welligen Etappe setzte sich nach 16 Kilometern ein Quartett ab, dass nach weiteren neun Kilometern Unterstützung durch weitere fünf Fahrer erhielt. Der namhafteste Fahrer der Gruppe war Magnus Bäckstedt. Da das Feld die Ausreißer aber nicht außer Sichtweite fahren ließ, endete der Fluchtversuch am Beginn der einzigen Bergwertung bei Rennkilometer 64.
Nachdem das Feld geschlossen über die Bergwertung gefahren war, setzte sich dann auf der Abfahrt eine elfköpfige Gruppe ab, in der sich unter anderem Paolo Bettini, Bernhard Eisel und Wladimir Gussew befanden. Kurze Zeit später stieß mit David Arroyo ein zwölfter Mann hinzu. Der Vorsprung für die Zwölfergruppe stieg schnell auf knapp über elf Minuten an, ehe das Team Astana sich gezwungen sah die Tempoarbeit im Hauptfeld zu übernehmen.
Dreizehn Kilometer vor dem Ziel begannen dann die Attacken in der Ausreißergruppe mit einem Vorstoß von Bernhard Eisel, dem Luca Paolini folgte. Sie wurden aber nach wenigen hundert Metern wieder von den restlichen Fahrern eingeholt. Den nächsten Angriff fuhr Heinrich Haussler sechs Kilometer vor dem Ziel, jedoch reagierten seine Mitstreiter und es kam zu weiteren Attacken. Die entscheidende setzte Luca Paolini als noch vier Kilometer zu fahren waren. Er siegte am Ende mit fünf Sekunden Vorsprung auf Bart Dockx und Paolo Bettini. Das Hauptfeld erreichte das Ziel mit 8:53 Minuten Rückstand.

### Aufgaben
- 113 Markus Fothen – während der Etappe
- 117 Andrea Moletta – während der Etappe, Fieber
- 118 Sven Montgomery – während der Etappe
- 188 Ángel Gómez – während der Etappe

### Zwischensprints
1. Zwischensprint in Ayllón (44,8 km)
| Erster  | Magnus Bäckstedt  | 4 P. und 6 s |
| Zweiter | Kurt Asle Arvesen | 2 P. und 4 s |
| Dritter | René Haselbacher  | 1 P. und 2 s |

2. Zwischensprint in Yunquera de Heranes (153 km)
| Erster  | Jean-Patrick Nazon | 4 P. und 6 s |
| Zweiter | Kevin Hulsmans     | 2 P. und 4 s |
| Dritter | Ian McLeod         | 1 P. und 2 s |

### Bergwertungen
Alto de Santibáñez de Ayllon, Kategorie 3 (66,4 km)
| Erster  | Egoi Martínez     | 6 P. |
| Zweiter | Pietro Caucchioli | 4 P. |
| Dritter | Paolo Bettini     | 2 P. |
| Vierter | Óscar Pereiro     | 1 P. |

## 13. Etappe am 8. September von Guadalajara nach Cuenca (176km)
Im Gegensatz zu den Vortagen begann die Etappe ruhig. Erst nach 19 Kilometern wagte Ángel Vallejo einen Vorstoß, der im Anstieg zur ersten Bergwertung von 29 weiteren Fahrern Unterstützung erhielt. Der Fluchtversuch endete aber bereits vor der Wertung.
Nach 52 Kilometern startete dann eine neue, 13 Fahrer umfassende Gruppe einen Angriff. Aus dieser Gruppe setzte sich im Anstieg zum Alto de Córcoles ein Quintett ab. Namentlich handelte es sich hierbei um Michael Boogerd, Davide Rebellin, Íñigo Landaluze, Frédéric Bessy und Lars Bak. Sie fuhren sich einen maximalen Vorsprung von 7:38 Minuten heraus, ehe das Team Milram und Quick Step-Innergetic die Verfolgung aufnahmen und den Vorsprung schrumpfen ließen. Zwanzig Kilometer vor dem Ziel war der Fluchtversuch beendet.
Dann ging es für das geschlossene Feld mit hohem Tempo in den letzten Berg, wo René Haselbacher den ersten Angriff fuhr. Seine Attacke wurde jedoch von Danilo Di Luca gekontert. Auf Höhe der Bergwertung verblieb eine Sextett um Alejandro Valverde, Alexander Winokurow, Carlos Sastre, Luis Pérez, Danilo Di Luca und Paolo Bettini, die in der Abfahrt aber nichts riskierten und so dahinterliegende Fahrer wieder aufschlossen. Aus dieser Gruppe löste sich Samuel Sánchez sieben Kilometer vor dem Ziel. Dieser rettete am Ende wenige Meter Vorsprung vor Thor Hushovd und Alejandro Valverde ins Ziel.
Valverde konnte durch seinen dritten Platz und die achtsekündige Zeitbonifikation seinen Vorsprung in der Gesamtwertung leicht ausbauen.

### Aufgaben
- 191 Lorenzo Bernucci – vor dem Start der Etappe, Erkältung

### Zwischensprints
1. Zwischensprint in Sacedón (51 km)
| Erster  | Jean-Patrick Nazon | 4 P. und 6 s |
| Zweiter | Lars Bak           | 2 P. und 4 s |
| Dritter | Matteo Tosatto     | 1 P. und 2 s |

2. Zwischensprint in Priego (100 km)
| Erster  | Íñigo Landaluze | 4 P. und 6 s |
| Zweiter | Frédéric Bessy  | 2 P. und 4 s |
| Dritter | Lars Bak        | 1 P. und 2 s |

### Bergwertungen
Alto de la Tendilla, Kategorie 3 (31 km)
| Erster  | Frédéric Bessy    | 6 P. |
| Zweiter | Pietro Caucchioli | 4 P. |
| Dritter | Egoi Martínez     | 2 P. |
| Vierter | David Arroyo      | 1 P. |

Alto de Córcoles, Kategorie 3 (60,2 km)
| Erster  | Michael Boogerd | 6 P. |
| Zweiter | Davide Rebellin | 4 P. |
| Dritter | Frédéric Bessy  | 2 P. |
| Vierter | Lars Bak        | 1 P. |

Alto del Castillo, Kategorie 3 (167,2 km)
| Erster  | Alejandro Valverde  | 6 P. |
| Zweiter | Paolo Bettini       | 4 P. |
| Dritter | Carlos Sastre       | 2 P. |
| Vierter | Alexander Winokurow | 1 P. |

## 14. Etappe am 9. September in Cuenca (33,2km; EZF)
Das erste Einzelzeitfahren war 33,2 Kilometer lang und vom Profil, mit Ausnahme des Anstiegs zum und der Abfahrt vom Alto del Castillo, der bereits auf der vorangegangenen Etappe, im Streckenverlauf stand, größtenteils flach.
Als erster Fahrer ging um 10.57 Uhr Cyril Lemoine von Crédit Agricole, damals 158. und Letzter im Gesamtklassement mit bereits 2:03:16 Stunden Rückstand auf den Führenden Alejandro Valverde, an den Start. Valverde ging als letzter Starter um 14.03 Uhr auf die Strecke.
Die erste Richtzeit setzte der Schweizer Fabian Cancellara vom Team CSC, der bereits als Elfter auf die Strecke gegangen war. Seine Zeit von 40:54 Minuten hatte lange Zeit Bestand und wurde erst von David Millar nach etwa eineinhalb Stunden eingestellt.
Unter den Top-5-Fahrern des Gesamtklassements fuhr Alexander Winokurow die beste Zeit bis zum 1. Zwischenzeitmesspunkt nach 9,9 Kilometern. Mit seiner Zeit von 12:28 Minuten lag er zwischenzeitlich auf dem siebten Rang mit jeweils acht Sekunden Vorsprung auf Valverde und Andrei Kaschetschkin. Carlos Sastre folgte mit 15 Sekunden Rückstand und José Ángel Gómez Marchante mit 17 Sekunden.
An der zweiten Zwischenzeit auf dem Alto de Castillo nach 20,7 Kilometern lag Winokurow dann in Führung und hatte seinen Vorsprung auf alle Konkurrenten ausgebaut. Während Valverde nur zehn Sekunden hinter ihm lag, hatten Kaschetschkin 25, Sastre 30 und Gómez Marchante gar 40 Sekunden Rückstand.
Im Ziel hatte Winokurow dann als Dritter fünf Sekunden Rückstand auf Millar und Cancellara. Valverde platzierte sich als Vierter mit insgesamt 13 Sekunden Rückstand und acht auf Winokurow. Kaschetschkin verlor als Fünfter 21 Sekunden auf Winokurow, Sastre als Achter 41 Sekunden und Gómez Marchante als Dreizehnter 1:10 Minuten. Der Vorsprung Millars betrug letztendlich 546 Tausendstelsekunden auf Cancellara.
Valverde behielt das Goldene Trikot und baute seinen Vorsprung auf alle Konkurrenten mit Ausnahme von Winokurow, der den vierten Platz im Gesamtklassement übernahm, aus.

### Zwischenstände
1. Zwischenzeitmesspunkt in Valdecabras (9,9 km)
| Erster   | Fabian Cancellara   | 12:04 min  |
| Zweiter  | David Millar        | + 0:10 min |
| Dritter  | Stuart O’Grady      | + 0:11 min |
| Vierter  | Stijn Devolder      | + 0:13 min |
| Fünfter  | Sébastien Rosseler  | + 0:16 min |
| Sechster | László Bodrogi      | + 0:22 min |
| Siebter  | Alexander Winokurow | + 0:24 min |
| Achter   | Magnus Bäckstedt    | + 0:27 min |
| Neunter  | Wladimir Gussew     | + 0:27 min |
| Zehnter  | Alejandro Valverde  | + 0:32 min |

2. Zwischenzeitmesspunkt auf dem Alto del Castillo (20,7 km)
| Erster   | Alexander Winokurow        | 26:57 min  |
| Zweiter  | Fabian Cancellara          | + 0:05 min |
| Dritter  | Alejandro Valverde         | + 0:10 min |
| Vierter  | Stijn Devolder             | + 0:14 min |
| Fünfter  | David Millar               | + 0:16 min |
| Sechster | Andrei Kaschetschkin       | + 0:25 min |
| Siebter  | Carlos Sastre              | + 0:30 min |
| Achter   | Stuart O’Grady             | + 0:33 min |
| Neunter  | José Ángel Gómez Marchante | + 0:40 min |
| Zehnter  | László Bodrogi             | + 0:42 min |

### Bergwertungen
Alto del Castillo, Kategorie 3 (20,7 km)
| Erster  | Alexander Winokurow | 6 P. |
| Zweiter | Fabian Cancellara   | 4 P. |
| Dritter | Alejandro Valverde  | 2 P. |
| Vierter | Stijn Devolder      | 1 P. |

## 15. Etappe am 10. September von Motilla del Palancar zur Factoría Ford in Almussafes (182km)
Auf der letzten Flachetappe vor den anstehenden Gebirgsetappen setzten sich nach zwölf Kilometern Jorge García Marín und Kjell Carlström ab. Das Duo fuhr einen maximalen Vorsprung von 6:30 Minuten heraus, ehe Carlström den Fluchtversuch nach 95 Kilometern abbrach und sich ins Feld zurückfallen ließ. García Marín vergrößerte daraufhin den inzwischen etwas geschmolzenen Vorsprung wieder auf über sechs Minuten. Jedoch endete auch sein Ausreißversuch 14 Kilometer vor dem Ziel.
Acht Kilometer vor dem Ziel wagte David Millar nochmal einen erfolglosen Angriff. Im Zielsprint siegte dann der Deutsche Robert Förster vor Stuart O’Grady und Danilo Napolitano. Er sicherte sich nach dem Sieg auf der Schlussetappe des Giro d’Italia nun auch seinen ersten Sieg bei der Spanien-Rundfahrt.

### Aufgaben
- 111 Davide Rebellin – vor dem Start der Etappe, Vorbereitung auf Weltmeisterschaft
- 126 Ruggero Marzoli – vor dem Start der Etappe

### Zwischensprints
1. Zwischensprint in Requena (73,5 km)
| Erster  | Jorge García Marín   | 4 P. und 6 s |
| Zweiter | Kjell Carlström      | 2 P. und 4 s |
| Dritter | José Antonio Garrido | 1 P. und 2 s |

2. Zwischensprint in Catadau (163 km)
| Erster  | Jorge García Marín   | 4 P. und 6 s |
| Zweiter | José Antonio Garrido | 2 P. und 4 s |
| Dritter | Enrico Poitschke     | 1 P. und 2 s |

## 16. Etappe am 12. September von Almería zur Sternwarte Calar Alto (145km)
Nach dem Ruhetag begannen direkt wieder zu Beginn die Attacken. Erst versuchte sich eine 27 Fahrer starke Gruppe abzusetzen, was jedoch misslang. Auch weitere Fluchtversuche wurden vom Feld schnell beendet, ehe sich nach circa 32 Kilometern 14 Fahrer, darunter Pietro Caucchioli, Egoi Martínez und Daniel Becke. Bis zum Gipfel des Alto de Velefique hatte sich diese Gruppe etwa vier Minuten auf das Hauptfeld herausgefahren, wobei diese nur noch aus 13 Fahrern bestand, da Jérémy Roy noch vor dem Gipfel ins Feld zurückgefallen war.
Im ersten Anstieg zum Alto de Calar Alto zerfiel die Gruppe dann in mehrere Teile und es verblieben acht Fahrer. Martínez und Caucchioli erreichten die Bergwertung als Erste gemeinsam mit ihren noch sechs verbliebenen Mitstreitern. Das Hauptfeld folgte mit einem Rückstand von 5:21 Minuten auf der Passhöhe. Auf der etwa 40 Kilometer langen Abfahrt vergrößerte sich sowohl die Führungsgruppe wieder als auch der Vorsprung auf das Hauptfeld auf zwischenzeitlich fast sechs Minuten.
Bis zum zweiten Anstieg hinauf zur Sternwarte war der Vorsprung der Ausreißer auf etwa 4:30 Minuten geschmolzen. Nach einer Attacke von José Antonio Redondo und Daniel Becke zerfiel die Spitzengruppe wieder, jedoch musste Becke nach kurzer Zeit abreißen lassen. Íñigo Landaluze und Egoi Martínez nahmen dann die Verfolgung des Führenden auf. Unterdessen war Andrei Kaschetschkin in der Gruppe um Alejandro Valverde als Erster nicht mehr in der Lage den anderen zu folgen. Nach einer Tempoverschärfung von Carlos Sastre konnten nur Valverde, Samuel Sánchez und Alexander Winokurow folgen, der daraufhin selbst einen Angriff lancierte. Seine drei Kontrahenten folgten ihm aber. Dann versuchte es wieder Sastre, gefolgt von einer Attacke von Sánchez. Nach einer weiteren Attacke von Winokurow konnte nur Valverde ihm folgen, während Sánchez, Sastre und der inzwischen aufgeschlossene Tom Danielson zurückfielen. Vier Kilometer vor dem Ziel überholten sie dann auch die letzten Fahrer der einstigen Spitzengruppe, sowie Igor Antón, der zu Redondo aufgeschlossen hatte. Antón erholte sich aber und übernahm wieder die Führung, während die abgehängten Fahrer wieder zum Duo Valverde-Winokurow aufschlossen. Während sich die Favoriten belauerten, baute Antón seinen Vorsprung schnell aus. Zwei Kilometer vor dem Ziel versuchte es Winokurow noch einmal, jedoch folgten Valverde und Sastre abermals. Am Ende fuhren Valverde und Winokurow geschlossen über die Ziellinie. Sastre folgte mit fünf Sekunden Rückstand.
Igor Antón sicherte sich den ersten Sieg seiner Profikarriere vor Valverde und Winokurow, der den zweiten Platz in der Gesamtwertung übernahm, zeitgleich mit Carlos Sastre.

### Aufgaben
- 6 Michael Boogerd – vor dem Start der Etappe
- 14 Fabian Cancellara – vor dem Start der Etappe, Vorbereitung auf Weltmeisterschaft
- 21 Cyril Dessel – vor dem Start der Etappe
- 34 Xavier Florencio – vor dem Start der Etappe
- 35 Anthony Geslin – während der Etappe
- 48 Mark Renshaw – während der Etappe
- 107 Bernhard Eisel – vor dem Start der Etappe, Vorbereitung auf Weltmeisterschaft
- 114 René Haselbacher – vor dem Start der Etappe
- 127 Danilo Napolitano – während der Etappe
- 139 Luca Paolini – vor dem Start der Etappe
- 141 Alessandro Petacchi – vor dem Start der Etappe, Bruch eines Fingers
- 171 Nácor Burgos – während der Etappe, Sturzverletzungen
- 178 Jesús Hernández – während der Etappe, Bruch des rechten Ellenbogens nach Sturz

### Disqualifikationen
- 106 Frédéric Finot – nach der Etappe, Überschreitung des Zeitlimits

### Zwischensprints
1. Zwischensprint in Tabernas (25,8 km)
| Erster  | Frédéric Bessy | 4 P. und 6 s |
| Zweiter | Óscar Pereiro  | 2 P. und 4 s |
| Dritter | Jewgeni Petrow | 1 P. und 2 s |

2. Zwischensprint in Bacares (74,7 km)
| Erster  | Daniel Becke           | 4 P. und 6 s |
| Zweiter | Alessandro Spezialetti | 2 P. und 4 s |
| Dritter | Dmitri Fofonow         | 1 P. und 2 s |

### Bergwertungen
Alto de Velefique, Kategorie 1 (56,3 km)
| Erster   | Egoi Martínez          | 16 P. |
| Zweiter  | Pietro Caucchioli      | 12 P. |
| Dritter  | Kurt Asle Arvesen      | 10 P. |
| Vierter  | Dmitri Fofonow         | 8 P.  |
| Fünfter  | José Antonio Redondo   | 6 P.  |
| Sechster | Sébastien Minard       | 4 P.  |
| Siebter  | Alessandro Spezialetti | 3 P.  |
| Achter   | Mauricio Ardila        | 2 P.  |
| Neunter  | Íñigo Chaurreau        | 1 P.  |

Alto de Calar Alto, Kategorie 1 (88 km)
| Erster   | Egoi Martínez        | 16 P. |
| Zweiter  | Pietro Caucchioli    | 12 P. |
| Dritter  | Óscar Pereiro        | 10 P. |
| Vierter  | José Antonio Redondo | 8 P.  |
| Fünfter  | Íñigo Chaurreau      | 6 P.  |
| Sechster | Sébastien Minard     | 4 P.  |
| Siebter  | Dmitri Fofonow       | 3 P.  |
| Achter   | Kurt Asle Arvesen    | 2 P.  |
| Neunter  | Daniel Becke         | 1 P.  |

Sternwarte Calar Alto, Kategorie Especial (145 km)
| Erster   | Igor Antón           | 30 P. |
| Zweiter  | Alejandro Valverde   | 25 P. |
| Dritter  | Alexander Winokurow  | 20 P. |
| Vierter  | Samuel Sánchez       | 16 P. |
| Fünfter  | Carlos Sastre        | 12 P. |
| Sechster | Tom Danielson        | 10 P. |
| Siebter  | Manuel Beltrán       | 8 P.  |
| Achter   | Luis Pérez           | 6 P.  |
| Neunter  | José Antonio Redondo | 4 P.  |
| Zehnter  | Stijn Devolder       | 3 P.  |
| Elfter   | Egoi Martínez        | 2 P.  |
| Zwölfter | Danilo Di Luca       | 1 P.  |

## 17. Etappe am 13. September von Adra nach Granada (166,7km)
Die ersten Attacken auf der mit drei Bergen gespickten Etappe begannen bereits nach drei Kilometern. Nachdem sich zu Beginn eine größere Gruppe mit 17 Fahrern, unter anderem Andrei Kaschetschkin war darin vertreten, versuchte zu lösen, zerfiel das Hauptfeld gleich am ersten Anstieg. Die Gruppe erreichte gemeinsam die Passhöhe des Alto de Albandon.
Auf der Abfahrt lösten sich dann Eric Leblacher, Tom Danielson, Dmitri Fofonow, Lars Bak, Stéphane Goubert und Sérgio Paulinho aus der Spitzengruppe und setzten die Flucht fort. Sie fuhren sich einen maximalen Vorsprung von 4:21 Minuten heraus.
Bis zum Anstiegsbeginn des Alto de Monachil war der Vorsprung auf zweieinhalb Minuten gesunken, während das Team CSC mit hohem Tempo in den Berg fuhr und die Favoritengruppe sich auf wenige Fahrer reduzierte. Dann griff Kaschetschkin an, dem Luis Pérez, José Ángel Gómez Marchante und Leonardo Piepoli folgten. Alejandro Valverde, Alexander Winokurow und Carlos Sastre belauerten sich unterdessen und ließen die Kontrahenten ziehen. In der Spitzengruppe hatte sich Danielson von seinen fünf Konkurrenten gelöst und fuhr alleine dem Gipfel entgegen. Hinten griff dann Valverde an, dem Winokurow und Sastre folgten, während davor Gómez Marchante und Kaschetschkin zusammenfuhren. Nach einer weiteren Attacke von Winokurow hatten Valverde und Sastre Probleme zu folgen. Winokurow schloss alsbald zum Duo Kaschetschkin-Gómez Marchante auf. Dann hatte Sastre Probleme das Hinterrad von Valverde zu halten und musste auch ihn ziehen lassen. Auf der Passhöhe war Danielson der Erste. Dahinter folgte mit 35 Sekunden Rückstand das Trio Kaschetschkin-Winokurow-Gómez Marchante, weitere sieben Sekunden dahinter Valverde, der auf der anschließenden Abfahrt zum Trio aufschloss. Als Valverde aufgeschlossen hatte, griff Winokurow in der Abfahrt ein weiteres Mal an und setzte sich ab. Fünf Kilometer vor dem Ziel schloss Winokurow zu Danielson auf und einen weiteren Kilometer später hatte die Gruppe um Sastre zu Valverde & Co. aufgeschlossen.
Auf der Zielgeraden überließ Winokurow Danielson kampflos den Sieg. Als Dritter folgte Samuel Sánchez. Valverde erreichte das Ziel als Achter mit 1:39 Minuten Rückstand und verlor das Goldene Trikot an Winokurow, der für den zweiten Platz noch eine zwölfsekündige Zeitbonifikation erhielt.
Die Bergwertung übernahm Egoi Martínez trotz Punktgleichheit mit Pietro Caucchioli, da er mehr Bergwertungen der Kategorie 1 als Erster erklommen hatte.

### Aufgaben
- 8 Michael Rasmussen – während der Etappe
- 86 Bart Dockx – während der Etappe
- 154 Ryder Hesjedal – während der Etappe
- 167 Matteo Tosatto – während der Etappe

### Zwischensprints
1. Zwischensprint in Dúrcal (100 km)
| Erster  | Tom Danielson   | 4 P. und 6 s |
| Zweiter | Sérgio Paulinho | 2 P. und 4 s |
| Dritter | Eric Leblacher  | 1 P. und 2 s |

2. Zwischensprint in Monachil (130,2 km)
| Erster  | Eric Leblacher   | 4 P. und 6 s |
| Zweiter | Stéphane Goubert | 2 P. und 4 s |
| Dritter | Tom Danielson    | 1 P. und 2 s |

### Bergwertungen
Alto de Albandon, Kategorie 1 (36 km)
| Erster   | Egoi Martínez        | 16 P. |
| Zweiter  | Pietro Caucchioli    | 12 P. |
| Dritter  | Andrei Kaschetschkin | 10 P. |
| Vierter  | Tom Danielson        | 8 P.  |
| Fünfter  | Xabier Zandio        | 6 P.  |
| Sechster | Jewgeni Petrow       | 4 P.  |
| Siebter  | Kurt Asle Arvesen    | 3 P.  |
| Achter   | Stéphane Goubert     | 2 P.  |
| Neunter  | Eric Leblacher       | 1 P.  |

Alto de Lanjarón, Kategorie 3 (86 km)
| Erster  | Eric Leblacher   | 6 P. |
| Zweiter | Stéphane Goubert | 4 P. |
| Dritter | Sérgio Paulinho  | 2 P. |
| Vierter | Tom Danielson    | 1 P. |

Alto de Monachil, Kategorie 1 (146,7 km)
| Erster   | Tom Danielson              | 16 P. |
| Zweiter  | Andrei Kaschetschkin       | 12 P. |
| Dritter  | Alexander Winokurow        | 10 P. |
| Vierter  | José Ángel Gómez Marchante | 8 P.  |
| Fünfter  | Alejandro Valverde         | 6 P.  |
| Sechster | Carlos Sastre              | 4 P.  |
| Siebter  | Stéphane Goubert           | 3 P.  |
| Achter   | Sérgio Paulinho            | 2 P.  |
| Neunter  | Samuel Sánchez             | 1 P.  |

## 18. Etappe am 14. September von Granada auf die Sierra de la Pandera (153,1km)
Auch auf dieser Etappe begann bereits nach vier Kilometern ein Ausreißversuch. Auf Initiative von Olivier Kaisen setzten sich mit ihm Markel Irízar, Raúl García de Mateoss, Nicki Sørensen, Benoît Poilvet, Pierre Drancourt und Pedro Horrillo ab. Íñigo Landaluze versuchte zwar noch zur Gruppe aufzuschließen, konnte dies aber nicht verwirklichen und ließ sich wieder ins Hauptfeld zurückfallen. Das Führungsseptett fuhr sich einen maximalen Vorsprung von 4:05 Minuten heraus.
Am Fuße des Anstiegs zum Alto de Los Villares war der Vorsprung auf 1:36 Minuten gesunken und die Gruppe zerfiel nach einer Attacke von García De Mateo. Nur Sørensen, Poilvet und Kaisen waren in der Lage zu folgen. Nach einer weiteren Tempoverschärfung von Sørensen musste auch Poilvet reißen lassen und ein Trio verblieb an der Spitze. Als nächste konnten dann Kaisen und García De Mateo nicht mehr das Tempo mitgehen und Sørensen setzte die Flucht alleine fort. Im Hauptfeld griff dann Iban Mayo an, wenig später auch Egoi Martínez. Sie schlossen noch vor der Passhöhe zu Sørensen auf, der dem Tempo der beiden nicht mehr folgen konnte. Ihr Vorsprung auf das etwa 25 Fahrer umfassende Feld betrug an der Bergwertung 42 Sekunden.
Nach einer kurzen Abfahrt folgte dann der Schlussanstieg zur Sierra de la Pandera, den die beiden Ausreißer mit einem Vorsprung von 18 Sekunden auf die dahinterliegende Gruppe in Angriff nahmen. Dort griff Luis Pérez an, der ebenso wie das Feld das Führungsduo schnell einholte. An der Spitze verblieb eine 15-köpfige Spitzengruppe, ehe Andrei Kaschetschkin durch einen Angriff die Gruppe sprengte. Daraufhin griff Alexander Winokurow an. Alejandro Valverde und Carlos Sastre waren nicht in der Lage zu folgen und mussten ihn ziehen lassen. Nach einer Attacke von Kaschetschkin, dem José Ángel Gómez Marchante und Carlos Sastre folgten, in der Verfolgergruppe konnte Valverde auch diesen nicht mehr folgen. Kaschetschkin griff dann im Verfolgertrio ein weiteres Mal an und schloss alleine zu Winokurow auf. Unterdessen hatte Valverde Sastre wieder passiert.
Im Ziel überließ Winokurow seinem Teamkollegen Kaschetschkin den Sieg. Als Dritter kam Gómez Marchante mit 30 Sekunden Rückstand ins Ziel. Valverde folgte als Vierter weitere zwei Sekunden dahinter. Winokurow übernahm, da er im Gesamtklassement besser platziert ist, nun auch den ersten Platz in der Kombinationswertung punktgleich mit Valverde.

### Aufgaben
- 131 Danilo Di Luca – vor dem Start der Etappe, Vorbereitung auf Weltmeisterschaft
- 143 Daniel Becke – während der Etappe, Magenprobleme
- 161 Paolo Bettini – vor dem Start der Etappe, Vorbereitung auf Weltmeisterschaft

### Zwischensprints
1. Zwischensprint in Huelma (68,5 km)
| Erster  | Benoît Poilvet         | 4 P. und 6 s |
| Zweiter | Olivier Kaisen         | 2 P. und 4 s |
| Dritter | Raúl García de Mateoss | 1 P. und 2 s |

2. Zwischensprint in Los Villares (129,3 km)
| Erster  | Nicki Sørensen         | 4 P. und 6 s |
| Zweiter | Raúl García de Mateoss | 2 P. und 4 s |
| Dritter | Olivier Kaisen         | 1 P. und 2 s |

### Bergwertungen
Alto de Las Encebras, Kategorie 3 (45,6 km)
| Erster  | Olivier Kaisen | 6 P. |
| Zweiter | Markel Irízar  | 4 P. |
| Dritter | Nicki Sørensen | 2 P. |
| Vierter | Benoît Poilvet | 1 P. |

Alto de Los Villares, Kategorie 2 (140,4 km)
| Erster   | Egoi Martínez      | 10 P. |
| Zweiter  | Iban Mayo          | 7 P.  |
| Dritter  | David Arroyo       | 5 P.  |
| Vierter  | Xabier Zandio      | 3 P.  |
| Fünfter  | Wladimir Karpez    | 2 P.  |
| Sechster | Alejandro Valverde | 1 P.  |

Sierra de la Pandera, Kategorie Especial (153,1 km)
| Erster   | Andrei Kaschetschkin       | 30 P. |
| Zweiter  | Alexander Winokurow        | 25 P. |
| Dritter  | José Ángel Gómez Marchante | 20 P. |
| Vierter  | Alejandro Valverde         | 16 P. |
| Fünfter  | Leonardo Piepoli           | 12 P. |
| Sechster | Igor Antón                 | 10 P. |
| Siebter  | Samuel Sánchez             | 8 P.  |
| Achter   | Tom Danielson              | 6 P.  |
| Neunter  | Luis Pérez                 | 4 P.  |
| Zehnter  | Carlos Sastre              | 3 P.  |
| Elfter   | Egoi Martínez              | 2 P.  |
| Zwölfter | Joaquim Rodríguez          | 1 P.  |

## 19. Etappe am 15. September von Jaén nach Ciudad Real (205,3km)
Im Gegensatz zu den vorangegangenen Tagen begann die Etappe sehr ruhig und so fingen die ersten Attacken erst nach 38 Kilometern an. Nach 48 Kilometern setzten sich dann Wladimir Gussew, Vicente García Acosta, José Luis Arrieta und Aketza Peña ab. Sie erhielten wenig später Unterstützung von David Loosli, Lars Bak, Pieter Mertens und Dmitri Fofonow, so dass sich letztendlich acht Fahrer in der Gruppe befanden. Das Oktett baute seinen Vorsprung kontinuierlich auf maximal 12:05 Minuten. Elf Kilometer vor dem Ziel begannen die Fahrer der Spitzengruppe die Entscheidung zu suchen. Ein Angriff von Bak sieben Kilometer vor dem Ziel sprengte die Gruppe dann. Nach anfänglichen Problemen schlossen Arrieta, Loosli und Fofonow zwei Kilometer vor dem Ziel zu ihm auf, während die restlichen vier Fahrer nichts mehr mit dem Rennausgang zu tun hatten.
Am Ende erwies sich José Luis Arrieta als der stärkste Fahrer der Gruppe und sicherte sich seinen insgesamt zweiten Vuelta-Sieg nach 1993 vor Fofonow und Loosli. Das Hauptfeld erreichte das Ziel mit einem Rückstand von 11:16 Minuten.
Egoi Martínez, der Führende in der Bergwertung, hat das Trikot bereits sicher sollte er in Madrid ankommen.

### Zwischensprints
1. Zwischensprint in Las Viñas de Peñallana (50 km)
| Erster  | Lars Bak              | 4 P. und 6 s |
| Zweiter | Vicente García Acosta | 2 P. und 4 s |
| Dritter | José Luis Arrieta     | 1 P. und 2 s |

2. Zwischensprint in Puertollano (161,2 km)
| Erster  | Dmitri Fofonow  | 4 P. und 6 s |
| Zweiter | Wladimir Gussew | 2 P. und 4 s |
| Dritter | Lars Bak        | 1 P. und 2 s |

### Bergwertungen
Alto del Parque Natural de Andújar, Kategorie 2 (75 km)
| Erster   | David Loosli          | 10 P. |
| Zweiter  | José Luis Arrieta     | 7 P.  |
| Dritter  | Lars Bak              | 5 P.  |
| Vierter  | Aketza Peña           | 3 P.  |
| Fünfter  | Wladimir Gussew       | 2 P.  |
| Sechster | Vicente García Acosta | 1 P.  |

Alto de Sierra Madrona, Kategorie 3 (102,6 km)
| Erster  | Pieter Mertens    | 6 P. |
| Zweiter | Aketza Peña       | 4 P. |
| Dritter | David Loosli      | 2 P. |
| Vierter | José Luis Arrieta | 1 P. |

Alto del Tamaral, Kategorie 3 (117 km)
| Erster  | Pieter Mertens | 6 P. |
| Zweiter | Dmitri Fofonow | 4 P. |
| Dritter | Aketza Peña    | 2 P. |
| Vierter | Lars Bak       | 1 P. |

## 20. Etappe am 16. September von Rivas-Futura nach Rivas-Vaciamadrid (27,5km; EZF)
Das zweite Einzelzeitfahren war 27,5 Kilometer lang und vom Profil her flach.
Als erster Fahrer ging um 11.33 Uhr Cyril Lemoine von Crédit Agricole, damals 135. und Letzter im Gesamtklassement mit bereits 3:17:18 Stunden Rückstand auf den Führenden Alexander Winokurow, an den Start. Winokurow ging als letzter Starter um 14.06 Uhr auf die Strecke.
Die erste Richtzeit setzte der Belgier Sébastien Rosseler von Quick Step-Innergetic, der bereits als Sechzehnter auf die Strecke gegangen war. Seine Zeit von 34:39 Minuten wurde jedoch wenig später von anderen Fahrern unterboten. Bis die Spitzenreiter im Gesamtklassement auf die Strecke gingen, hielt der Ungar László Bodrogi mit 34:05 Minuten die Bestzeit.
Unter den Top-5-Fahrern des Gesamtklassements fuhr Alejandro Valverde an der ersten Zwischenzeit die absolute Bestzeit mit 14:18 Minuten. Winokurow folgte mit nur drei Sekunden Rückstand. Carlos Sastre lag 18 Sekunden dahinter, Andrei Kaschetschkin 26 und José Ángel Gómez Marchante 37.
Am zweiten Zwischenzeitmesspunkt hatte Winokurow die Führung übernommen mit einer Zeit von 26:18 Minuten. Valverde folgte mit zwölf Sekunden Rückstand.
Im Ziel sicherte sich Winokurow seinen dritten Erfolg im Verlauf der Rundfahrt. Auf dem zweiten Platz folgte überraschend Samuel Sánchez mit sechs Sekunden Rückstand. Den dritten Rang belegte Alejandro Valverde, der weitere 19 Sekunden auf den vermeintlichen Gesamtsieger Winokurow einbüßte.

### Aufgaben
- 121 Matteo Carrara – vor dem Start der Etappe

### Zwischenstände
1. Zwischenzeitmesspunkt (11,3 km)
| Erster   | Alejandro Valverde  | 14:18 min  |
| Zweiter  | Alexander Winokurow | + 0:03 min |
| Dritter  | Wladimir Gussew     | + 0:09 min |
| Vierter  | Stuart O’Grady      | + 0:12 min |
| Fünfter  | Wladimir Karpez     | + 0:12 min |
| Sechster | Samuel Sánchez      | + 0:13 min |
| Siebter  | Torsten Hiekmann    | + 0:14 min |
| Achter   | Carlos Sastre       | + 0:18 min |
| Neunter  | László Bodrogi      | + 0:20 min |
| Zehnter  | Sébastien Rosseler  | + 0:22 min |

2. Zwischenzeitmesspunkt (20,5 km)
| Erster   | Alexander Winokurow | 26:18 min  |
| Zweiter  | Samuel Sánchez      | + 0:09 min |
| Dritter  | Alejandro Valverde  | + 0:12 min |
| Vierter  | László Bodrogi      | + 0:23 min |
| Fünfter  | Wladimir Karpez     | + 0:25 min |
| Sechster | Stuart O’Grady      | + 0:28 min |
| Siebter  | Carlos Sastre       | + 0:36 min |
| Achter   | Wladimir Gussew     | + 0:40 min |
| Neunter  | Torsten Hiekmann    | + 0:43 min |
| Zehnter  | Sébastien Rosseler  | + 0:45 min |

## 21. Etappe am 17. September in Madrid (142,2km)
Wie nicht anders zu erwarten begann die Fahrt nach Madrid sehr ruhig. Erst nach 50 Kilometern versuchten sich Sébastien Rosseler, Kjell Carlström und László Bodrogi abzusetzen. Bodrogi brach den Versuch im Interesse seines Teams jedoch ab und die beiden anderen Fahrer wurden alsbald vom Hauptfeld unter dem Tempodiktat von Relax-GAM Fuenlabrada eingeholt.
Mit der Einfahrt auf die Paseo de la Castellana in Madrid begann das Rennen dann tatsächlich. Auf der zweiten von insgesamt acht Runden setzte sich eine siebenköpfige Spitzengruppe ab in der sich Óscar Pereiro, Luis Pérez, Christopher Horner, Frédéric Bessy, Pierre Drancourt, Jorge García Marín und Ángel Vallejo befanden. Sie konnte sich aber nie wirklich vom Feld lösen und wurde sieben Kilometer vor dem Ziel eingeholt. Daraufhin wagte Kevin De Weert eine weitere Attacke, doch auch er war nicht erfolgreich.
Im Zielsprint sicherte sich Erik Zabel seinen zweiten Tageserfolg vor Thor Hushovd und Aurélien Clerc.
Alexander Winokurow gewann seine erste dreiwöchige Rundfahrt, während Hushovd sich nach dem Gewinn des Grünen Trikot bei der Tour de France auch die Punktewertung der Vuelta sicherte. Egoi Martínez lag am Ende in der Bergwertung vorne. Winokurow hatte nach 21. Etappen auch die Führung in der Kombinationswertung inne, punktgleich mit Alejandro Valverde.

### Zwischensprints
1. Zwischensprint in Morata de Tajuña (33,1 km)
| Erster  | Thor Hushovd     | 4 P. und 6 s |
| Zweiter | Eric Leblacher   | 2 P. und 4 s |
| Dritter | Fabien Patanchon | 1 P. und 2 s |

2. Zwischensprint in Fuenlabrada (66,8 km)
| Erster  | Daniel Moreno     | 4 P. und 6 s |
| Zweiter | David George      | 2 P. und 4 s |
| Dritter | José Miguel Elías | 1 P. und 2 s |